# Michelle Phillips
Michelle Phillips (* 4. června 1944, Long Beach, Kalifornie, USA) je americká zpěvačka, skladatelka a herečka, nejvíce známá jako členka skupiny The Mamas & the Papas, v současné době je již jediným žijícím členem této skupiny.
Od 70. let 20. století se také věnuje herectví. Debutovala v roce 1973 ve snímku Dillinger, později se objevila například v seriálech Star Trek: Nová generace (epizoda „Setkání v Paříži“), Všichni starostovi muži nebo Sedmé nebe.

## Osobní život
Několikrát se vdala a má tři děti. Jejím prvním manželem byl John Phillips, spoluhráč ze skupiny The Mamas & the Papas, žili spolu osm let a měli jedno dítě. Jejím druhým manželem byl Dennis Hopper, manželství se však rozpadlo po osmi dnech. Potřetí se vdala za Roberta Burche (manželství skončilo po dvou letech) a později za Graingera Hinese, se kterým měla dvě děti. Jejím posledním manželem se v roce 2000 stal Steven Zax.